# Васильківській бій 1918 року
Васильківській бій 28 лютого 1918 року — бій між українськими і російсько-більшовицькими військами за залізничну станцію Васильків I (тепер на території селища Калинівка Фастівського району Київської області) під час Першої радянсько-української війни і Київського наступу 1918 року Армії УНР.

## Сили сторін
З українського боку в бою взяв участь Васильківській кіш Вільних Козаків  (командир — Іван Горемика-Крупчинський, військовий керівник —  Федір Артеменко). 

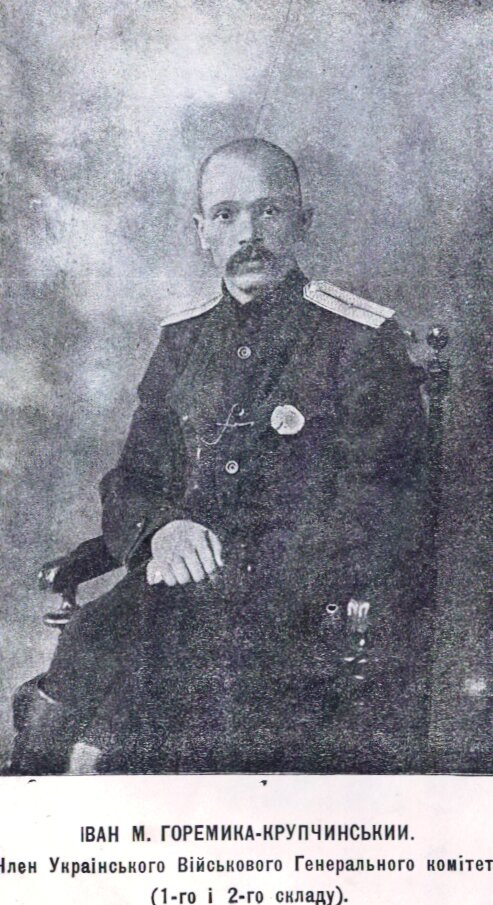
Горемика-Купчинський

З боку більшовиків у бою взяли участь підрозділи, що прикривали Київ з напрямку, який уважався незагрозливим.

## Перебіг подій
На світанку 28 лютого українські війська підступили до вантажної залізничної станції Васильків I. Бій за неї тривав цілий день до вечора, більшовицькі війська не встояли й відступили до станції Боярка. На станції Васильків I козаки захопили 6 гармат, боєприпаси, польові кухні та інше військове майно.

## Вшанування пам'яті
20 квітня 2018 року видавництво «Стікс» видало книгу Сергія Коваленка «Похід запорожців на Донбас і Крим: рік 1918», в якій описано перебіг бою. Проєкт профінансовано коштом громадського діяча Владислава Поповича за рахунок компенсації за політичне ув'язнення після перемоги в Європейському суді з прав людини.